# Саут-Огден
Са́ут-О́гден (англ. South Ogden) — город в округе Уибер (Юта, США).
Согласно переписи 2000 года, в городе проживало 14 377 человек; в 1990 году в городе жило 11 500 человек. На 2017 год занимает 46-ю строчку в списке крупнейших городов штата.
Территория изначально была заселена мормонами. В 1897 году здесь была построена начальная и юношеская средняя школа; первая церковь возведена в 1925 году. К 1930 году жители нуждались в воде, дорогах и прочей инфраструктуре, но отказывались присоединяться к Огдену; в 1936 году была создана петиция о разрешении объединения проживающих на данной территории, и 6 июля 1936 года был основан город. Учитывая близость города к военной базе и арсеналу, в 1940-х годах в нём начался строительный бум, и к 1946 году население выросло до 3600 человек; в 1950-х город вырос на 150 %. Вследствие этого была построена новая ратуша, в которой располагается заодно пожарная станция.
В городе, помимо мормонской церкви, 18 декабря 1969 года была открыта греческая православная церковь, 26 мая 1981 года — католическая церковь Святого семейства; другие верования также представлены.